# انستیتو واشنگتن برای سیاست خاور نزدیک
انستیتو واشنگتن برای سیاست خاورنزدیک(WINEP-Washington Institute for Near East Policy) اندیشکده مستقر در واشینگتن‌دی. سی پایتخت ایالات متحده آمریکا است، که تمرکز آن بر سیاست خارجی ایالات متحده آمریکا در خاور نزدیک است. انستیتو واشینگتن که در سال ۱۹۸۵ تأسیس شده، در بیانیه مأموریت خود می‌گوید «در پی پیشبرد درکی متوازن و واقع گرایانه از منافع آمریکا در کشورهای خاورمیانه و ترویج سیاست‌هایی است که از منافع آمریکا در این کشورها حفاظت کند.». در حال حاضر متخصصان بخش ایران این انستیتو مهدی خلجی، پاتریک کلاسون، باربارا ای. لیف، مایکل آیزنستات، مایکل سینگ و کاترین باوئر هستند.
انستیتو در سال ۱۹۸۵ توسط مارتین ایندک، معاون سابق پژوهشی مدیران آیپک (کمیته روابط عمومی آمریکا و اسرائیل) بنیان گذارده شد.
در هیئت مشاوران این مرکز اسامی مذکور در صحنه سیاسی آمریکا مانند وارن کریستوفر، الکساندر هیگ، رابرت مک فارلین، جورج شولتز و ریچارد پرل به چشم می‌خورد و پال ولفوویتز نیز پس از پیوستن به کاخ سفید به ناچار از سمت خود در این فکرانباره استعفاء داد.
در کتاب لابی اسرائیل و سیاست خارجی آمریکا دو استاد برجسته آمریکایی والت و میرشایمر از این مؤسسه در واشینگتن به عنوان یکی از ارکان اصلی و با نفوذ لابی اسرائیل و سیاست خارجی آمریکا در کنار فکرانباره‌های بزرگ دیگر: موسسه انترپرایز آمریکا، موسسه بروکینگز، بنیاد هریتج، مؤسسه هادسن (وابسته به شرکت رند) و جینسا نام می‌برند.
در مطالعه‌ای به سال ۲۰۱۴ از سوی مؤسسه لادر دانشگاه پنسیلوانیا، مؤسسه واشینگتن در میان ۶۰ اندیشکده در سطح جهان از نظر داشتن «بهترین برنامه پژوهشی میان رشته‌ای در اندیشکده‌ها» و «اندیشکده‌های دارای بهترین برنامه‌های خط مشی محور عمومی» در رتبه ۴۲ام قرار گرفت.

## واکنش‌ها
این سازمان به دلیل داشتن پیوندهای قوی با گروه لابیگر حامی اسرائیلی کمیته روابط عمومی آمریکا و اسرائیل و به این دلیل که توسط یک کارمند سابق ایپک تأسیس شده مورد انتقاد قرار گرفته‌است.
رشید خالدی استاد فلسطینی-آمریکایی و اداره‌کننده مؤسسه خاورمیانه دانشگاه کلمبیا در گفتگویی با الجزیره در دسامبر سال ۲۰۰۳ به تندی از مؤسسه واشینگتن انتقاد کرد و گفت که «سرسخت‌ترین دشمن عرب‌ها و مسلمانان» است و آن «مهم‌ترین ابزار پروپاگاندای صهیونیسم در ایالات متحده» توصیف کرد. در پاسخ، مارتین کرامر، دبیر فصلنامه خاور میانه و از اعضای پیوستهٔ مدعو این مؤسسه از این گروه دفاع کرده و گفت «توسط آمریکایی‌ها اداره می‌شود، و صرفاً از منابع آمریکایی بودجه می‌پذیرد،» و این که «شرم آور» است که خالدی عرب‌هایی را که مدعو مؤسسه واشینگتن بوده‌اند به عنوان «ساده‌لوحانی سرگردان» محکوم می‌کند.
جان مرشهایمر، از استادان علوم سیاسی دانشگاه شیکاگو، و استیون والت رئیس مدرسه کندی هاروارد دانشگاه هاروارد، مؤسسه را «بخشی از هسته» لابی اسرائیل در آمریکا می‌خوانند. مرسهایمر و والت در تبیین این گروه در کتابشان لابی اسرائیل و سیاست خارجی آمریکا می‌نویسند، «با این که مؤسسه واشینگتن پیوندهایش با اسرائیل را کم‌اهمیت جلوه می‌دهد و مدعیست که نقطه نظری متوازن و واقع گرایانه در خصوص مسایل خاور میانه ارائه می‌دهد، این‌طور نیست. فی الواقع این مؤسسه را کسانی تأمین بودجه و اداره می‌کنند که عمیقاً به پیشبرد برنامهٔ اسرائیل متعهدند… بسیاری از کارکنانش دانشورانی مبرز یا مقامات سابق باتجربه‌اند، ولی در خصوص بیشتر مسایل خاورمیانه ناظران بیطرفی نیستند و در دیدگاه‌های درون صفوف مؤسسه تنوع اندکی وجود دارد.»
اعضای مؤسسه در پاسخ کتاب مرسهایمر و والت را به دلایل گوناگون مورد انتقاد قرار داده‌اند و به این که «هیچ مصاحبه با مقامات حکومتی فعلی یا سابق در خصوص اثرگذاری لابی بر سیاست خارجی را نگنجانده‌اند،» این واقعیت که «نه تنها رابطه آمریکا و اسرائیل دینی برای هیچ‌یک نبوده (ادعای اصلی کتاب)،» حداقل تا حدی، «به عنوان وزنه تعادل‌آور برای رادیکالیسم» گنجینه‌ای برای حکومت‌های عرب بوده، و این که «سیاست‌های خارجی را رهبران و وقایع، و نه لابی‌ها» شکل می‌دهنداشاره کرده‌اند.